# 莫尔泰诺
莫尔泰诺（義大利語：Molteno），是意大利莱科省的一个市镇。总面积3平方公里，人口3518人，人口密度1172.7人/平方公里（2009年）。国家统计（ISTAT）代码为097051。

## 图集

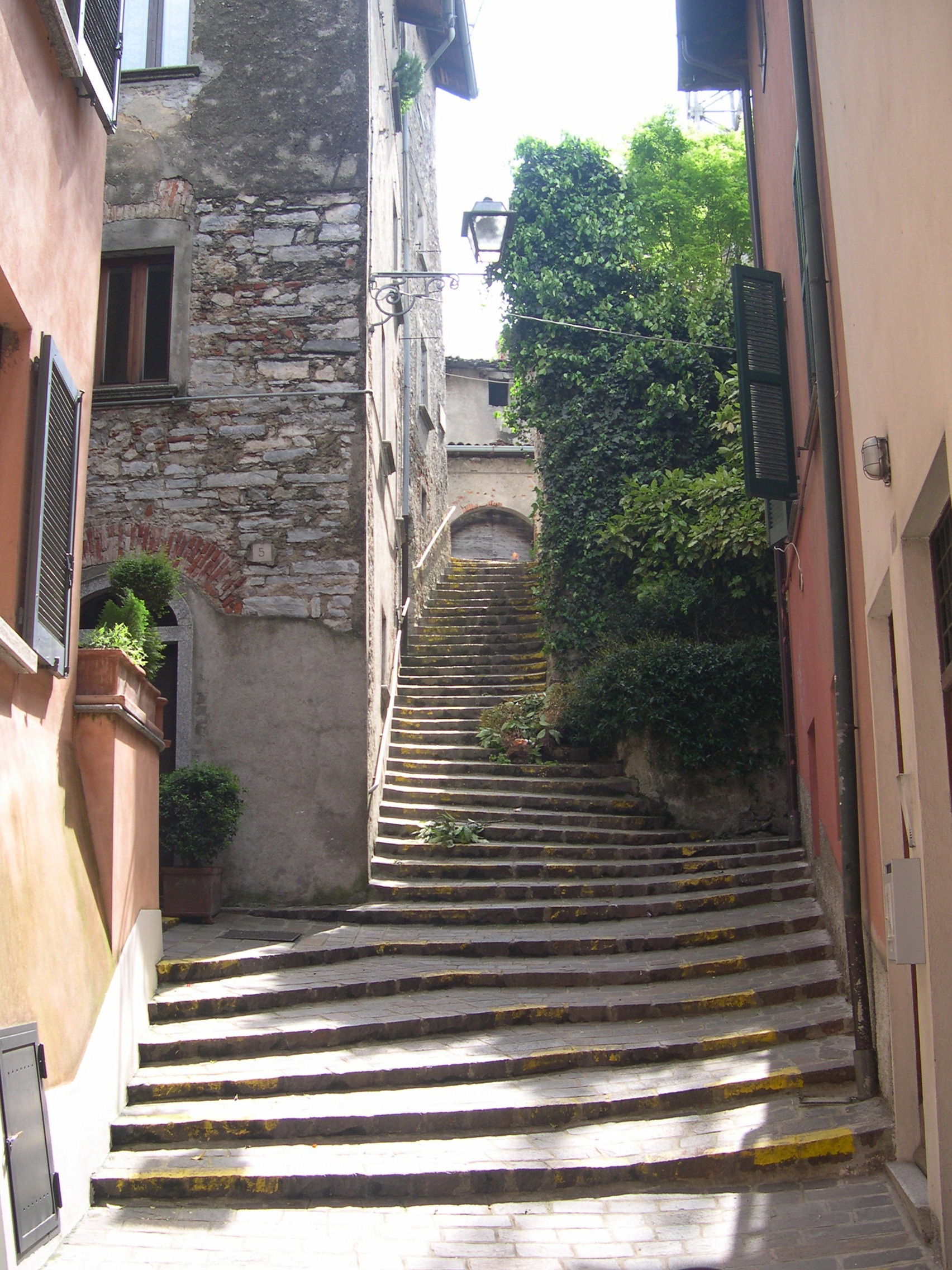
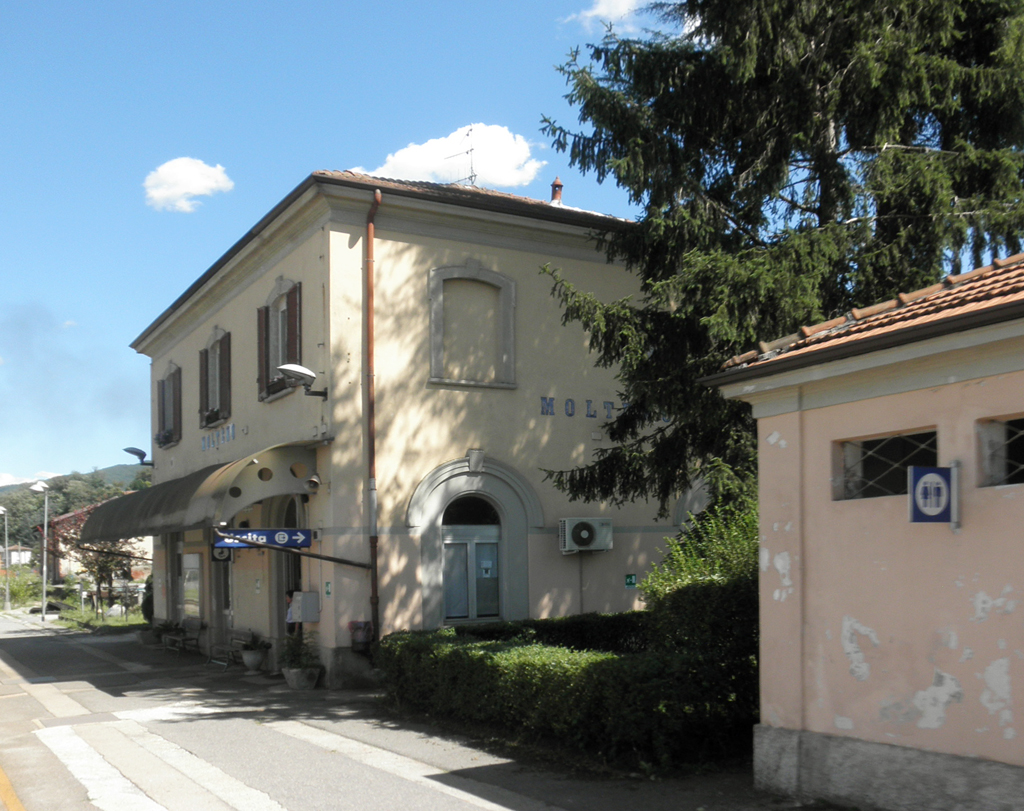
The Molteno train station
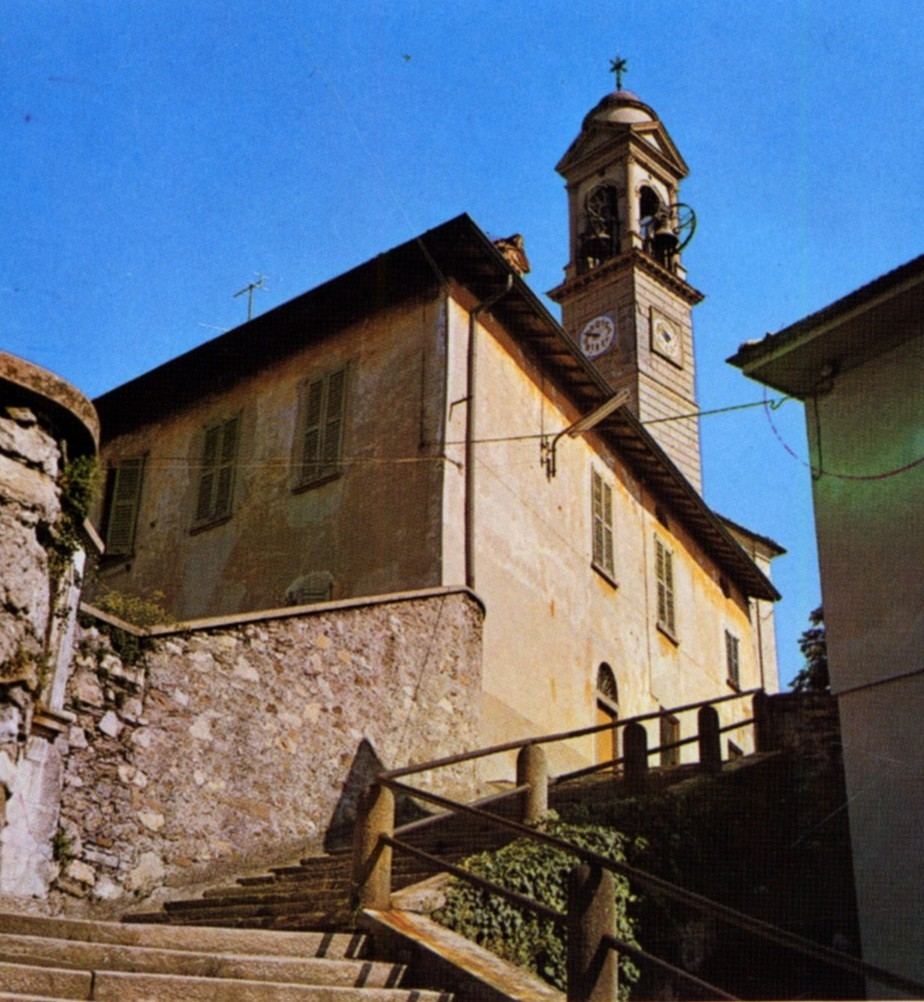